# Wilson Morelo
Wilson David Morelo López (Montería, 21 maggio 1987) è un calciatore colombiano, attaccante del Rionegro Águilas.

## Caratteristiche tecniche
È un centravanti.

## Palmarès

### Club

#### Competizioni nazionali
- Campionato colombiano: 1

Santa Fe: 2014-II
- Súper Liga: 1

Santa Fe: 2015

#### Competizioni internazionali
- Coppa Sudamericana: 1

Santa Fe: 2015